# Socialistas Italianos
Os Socialistas Italianos (em italiano: Socialisti Italiani, SI) foi um pequeno partido político da Itália.
O SI foi fundado a 13 de Novembro de 1994, como sucessor do histórico do Partido Socialista Italiano que, tinha arrasado pelos casos de corrupção expostos pela Operação Mãos-Limpas.
O SI nunca teve a grande importância que detinha o PSI, muito, por culpa de que, o espaço político do PSI foi ocupado pelo Partido Democrático de Esquerda.
Os Socialistas Italianos se dissolveram em 1998, quando se juntaram ao Partido Socialista Democrático Italiano e a outros partidos de social-democratas e de centro-esquerda, para dar origem aos Socialistas Democráticos Italianos.

## Resultados eleitorais

### Eleições legislativas

#### Câmara dos Deputados
| Data | Votos | %   | Deputados | Status  | Notas                              |
| ---- | ----- | --- | --------- | ------- | ---------------------------------- |
| 1996 | N/D   | N/D | 7 / 630   | Governo | nas listas do Renovamento Italiano |

#### Senado
| Data | Votos | %   | Deputados | Notas                              |
| ---- | ----- | --- | --------- | ---------------------------------- |
| 1996 | N/D   | N/D | 5 / 315   | nas listas do Renovamento Italiano |